# Mieszko III Stary
Mieszko III Stary (wielkopolski) (ur. między 1122 a 1125, zm. 13 lub 14 marca 1202 w Kaliszu) – książę wielkopolski (część zachodnia z Poznaniem) w latach 1138–1177/1179, 1182–1202, książę senior w latach 1173–1177, książę zwierzchni Polski 1198–1199, 1199–1202, we wschodniej Wielkopolsce z Gnieznem w latach 1173–1177/1179, 1182–1202, w księstwie kaliskim w latach 1173–1177/1179, 1182–1191, 1194–1202, w południowej Wielkopolsce (nad Obrą) w latach 1138–1177/1179, książę zwierzchni Pomorza Gdańskiego w latach 1173–1177/1179, 1198–1199, 1199–1202, książę krakowski w latach 1173–1177, 1191, 1198–1199, 1199–1202, książę kujawski w latach 1195–1198.

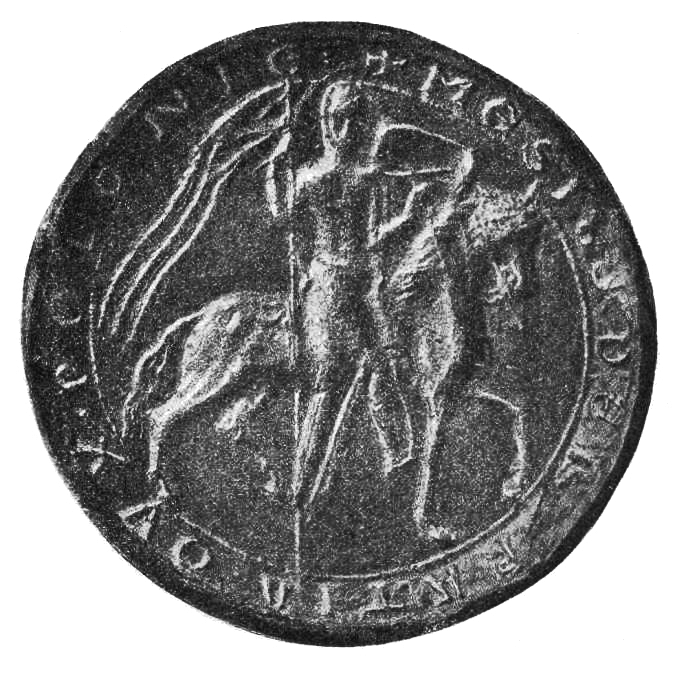
Pieczęć majestatyczna z napisem Mesico Dei Gratia Dux Polonie (1145) – zdjęcie z Encyklopedii staropolskiej.

## Życiorys

### Małżeństwo z Elżbietą węgierską
Mieszko III Stary był szóstym pod względem starszeństwa synem Bolesława III Krzywoustego a czwartym z jego drugiego małżeństwa z hrabianką Bergu Salomeą. Nie wiadomo kiedy dokładnie się urodził, musiało to jednak nastąpić pomiędzy 1122 a 1125, skoro w momencie śmierci ojca w 1138 był już uznany za wystarczająco sprawnego do objęcia własnej dzielnicy. Poza tym Mieszko jeszcze zapewne za życia Bolesława III pojął za żonę Elżbietę, Węgierkę, być może córkę króla węgierskiego Beli II, jego ojca Almosa bądź Stefana II. Małżeństwo zostało zawarte prawdopodobnie w 1136, jako efekt zawartego rok wcześniej porozumienia w Merseburgu.

### Konflikt z Władysławem Wygnańcem

#### Etap pierwszy
Po podziale Polski na dzielnicę zgodnie z testamentem Bolesława Krzywoustego, Mieszko III otrzymał zachodnią część Wielkopolski z Poznaniem jako głównym grodem księstwa. W myśl zasady senioratu, Mieszko musiał uznawać zwierzchność seniora, którym był jego przyrodni, starszy brat, Władysław II Wygnaniec.
Do pierwszego poważniejszego konfliktu z Władysławem doszło na przełomie 1140 i 1141, gdy juniorzy Bolesław IV Kędzierzawy i Mieszko III, zwołali razem z matką, bez wiedzy księcia seniora, wiec możnych do Łęczycy, na którym postanowiono wydać najmłodszą ich siostrę Agnieszkę za mąż za syna księcia kijowskiego Wszewołoda Olegowicza. Tylko dzięki szybkiej interwencji Władysławowi udało się zażegnać niebezpieczeństwo usamodzielnienia politycznego juniorów, a wielki książę kijowski wolał związać się z silnym Władysławem, niż słabymi synami Salomei. Na przełomie 1142 i 1143, Władysław z pomocą ruską podjął kroki represyjne wobec juniorów.

#### Etap drugi
Gdy 27 lipca 1144 zmarła matka Mieszka i Bolesława, księżna Salomea, Władysław, nie licząc się z ich pretensjami do oprawy wdowiej (była to ziemia łęczycka), zajął ją zbrojnie, przygotowując się do ostatecznej rozprawy. Do walk doszło w 1145. Władysław, korzystający z pomocy ruskiej, niespodziewanie poniósł klęskę, gdzieś „pośrodku polskiej ziemi” (Zobacz: bitwa nad bagnami Pilicy). Zawarto wówczas układ, na mocy którego niemający dostatecznych sił wojskowych juniorzy oddali seniorowi sporne terytorium. Za pokojem szczególnie mocno orędował palatyn Władysława II, jedna z najpotężniejszych osób w państwie, Piotr Włostowic. Zbyt samodzielną politykę Piotr BP przypłacił oślepieniem, utratą części majątku oraz wygnaniem z kraju. Czyn ten spowodował odejście od Władysława części możnych.

#### Etap trzeci
Wojna wybuchła ponownie na początku 1146. Tym razem Władysław nie mógł liczyć na pomoc sprzymierzeńców ruskich, gdyż byli oni zajęci własnymi kłopotami (co więcej, Władysław wysłał część swoich sił pod wodzą syna Bolesława Wysokiego z pomocą dla Wszewołoda do Kijowa). Senior był jednak pewny zwycięstwa a sukces wydawał się w zasięgu ręki, gdyż Bolesław i Mieszko, obawiając się starcia w otwartym polu, zamknęli się w umocnionym Poznaniu, rychło oblężonym przez Władysława. Tam doszło do niespodziewanego zwrotu i klęski. Przyczynami przegranej Władysława były klątwa kościelna, rzucona przez metropolitę gnieźnieńskiego Jakuba ze Żnina oraz skuteczna odsiecz zorganizowana przez możnych przeciwnych powrotowi jedynowładztwa. Klęska była zupełna – jeszcze przed majem 1146 cała Polska znalazła się w rękach juniorów, zaś Władysław został zmuszony do emigracji do Niemiec na dwór króla rzymskiego Konrada III.
Objąwszy władzę w Polsce, Bolesław IV Kędzierzawy i Mieszko III zaprowadzili w niej nowe porządki. Nowym seniorem został starszy Bolesław, który przejął również dzielnicę dziedziczną Władysława, tj. Śląsk. Mieszko w nowej rzeczywistości zadowolił się rolą ścisłego współpracownika brata. Własną dzielnicę Sandomierszczyznę objął wtedy młodszy brat, Henryk.
W sierpniu 1146 na Polskę ruszyła wyprawa króla Konrada III z zamiarem przywrócenia na tron Władysława II Wygnańca. Przedsięwzięcie to poniosło klęskę na skutek wylewu Odry i niechęci wobec wojny feudałów niemieckich. Ostatecznie doszło do porozumienia, na mocy którego Konrad III uznał władzę Bolesława w zamian za hołd lenny i trybut. Spór juniorów z Władysławem miał zostać rozstrzygnięty w późniejszym terminie, na zjeździe w Niemczech, na który zobowiązali się stawić Bolesław i Mieszko. Zapowiadane rokowania nie odbyły się, gdyż Konrad był zajęty przygotowaniami do krucjaty.

#### Kwestia uznania władzy
Tymczasem książęta polscy nie czekali biernie na ułożenie się spraw po ich myśli. W maju 1147 wystarali się u papieża Eugeniusza III o potwierdzenie nadania na rzecz klasztoru w Trzemesznie, co było jednoznaczne z uznaniem ich władzy.
     Ziemie Mieszka III Starego (Księstwo wielkopolskie (zachodnia Wielkopolska))

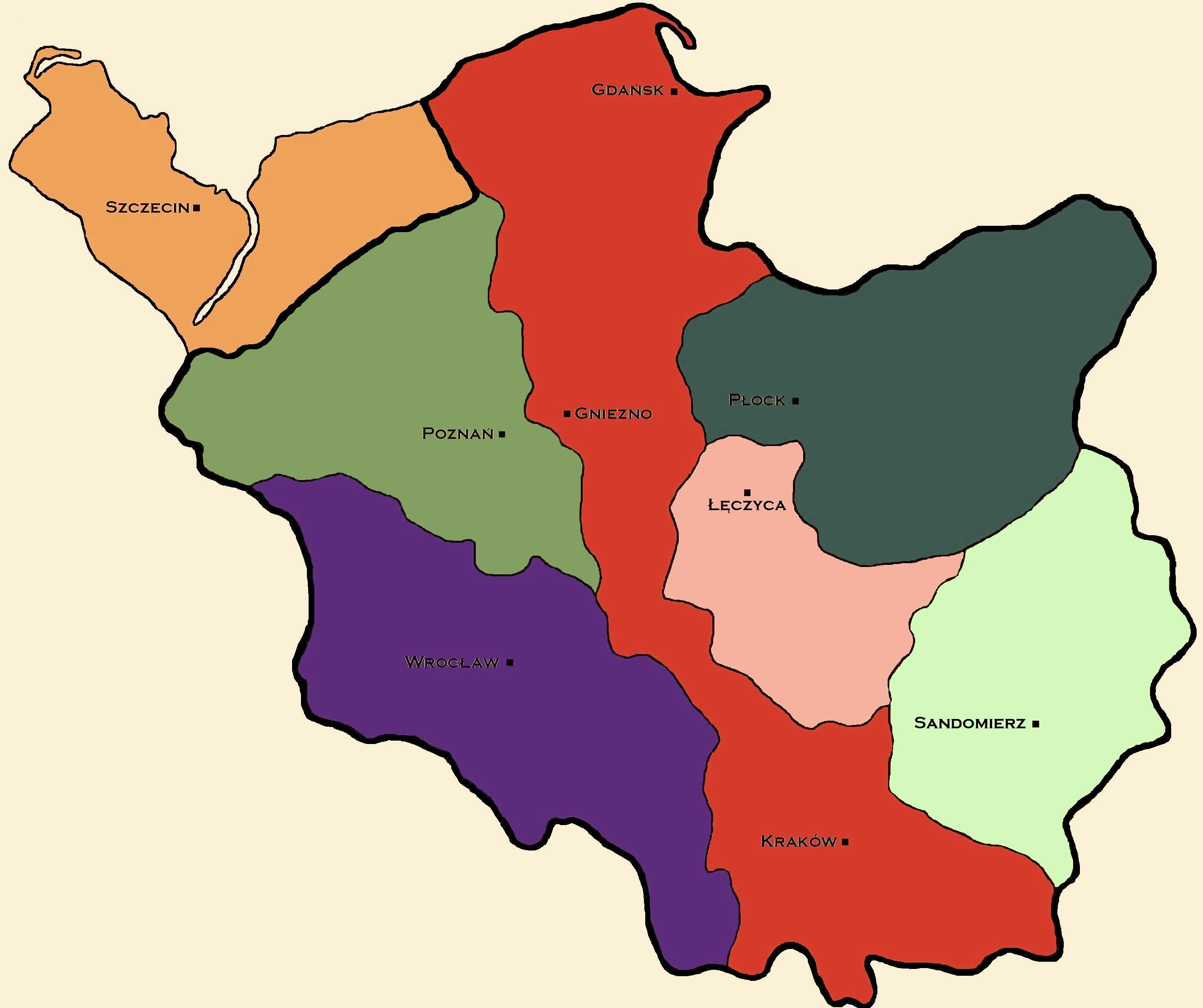
Dzielnice polskie w 1138 roku:
Ziemie Mieszka III Starego (Księstwo wielkopolskie (zachodnia Wielkopolska))

W 1147, równocześnie z wyprawą Konrada III do ziemi świętej, Mieszko III wziął udział na czele wielkopolskiego rycerstwa w krucjacie przeciwko słowianom połabskim, którą zorganizował Albrecht Niedźwiedź, margrabia Marchii Północnej, wraz z Konradem, margrabią Miśni. Podczas tej wyprawy Mieszko starał się chronić polskie interesy nad Sprewą, wspierając politycznie i militarnie niektórych słowiańskich dynastów. Postępowanie takie zaniepokoiło Albrechta Niedźwiedzia, który przybył w początkach 1148 do Kruszwicy w celu wypracowania porozumienia, którego treść nie jest znana. Wsparte one zostało małżeństwem siostry Bolesława i Mieszka Judyty z Ottonem, pierwszym margrabią brandenburskim, synem Albrechta.

### Małżeństwo Mieszka III z Eudoksją Kijowską
Pierwsza żona Mieszka III Elżbieta węgierska zmarła pomiędzy 1150 a 1154 rokiem. Książę wielkopolski zdecydował ożenić się z Eudoksją, córką Izjasława II, wielkiego księcia kijowskiego, co miało uchronić od niebezpieczeństwa walki na dwa fronty w razie ciągle grożącej interwencji niemieckiej.

## Stosunki z Fryderykiem Barbarossą
Do wyprawy cesarza rzymskiego Fryderyka Barbarossy przeciw Polsce doszło w 1157. Z nieznanych przyczyn Bolesław i Mieszko nie próbowali tradycyjnej obrony na linii Odry – spalili tamtejsze grody w Głogowie i Bytomiu i rozpoczęli odwrót w głąb Wielkopolski. Tam doszło w obozie cesarskim pod Krzyszkowem do upokarzającego hołdu lennego Bolesława, który z mieczem uwiązanym u szyi prosił Fryderyka o przebaczenie. Władcy Polski zapłacili również cesarzowi trybut, obiecali przysłać posiłki na wyprawę włoską oraz stawić się na Boże Narodzenie w Magdeburgu, gdzie miał być rozstrzygnięty ostatecznie spór z wygnanym seniorem rodu Władysławem. Jako gwarancję wypełnienia układu juniorzy wysłali do Niemiec zakładników z młodym Kazimierzem Sprawiedliwym na czele. Dzięki zaangażowaniu się cesarza w sprawy włoskie i śmierci Władysława II w maju 1159, juniorzy nie byli zmuszeni wypełniać groźnych dla nich postanowień krzyszkowskich (śmierć Władysława umożliwiła powrót jego synów – Bolesława Wysokiego i Mieszka Plątonogiego w 1163).

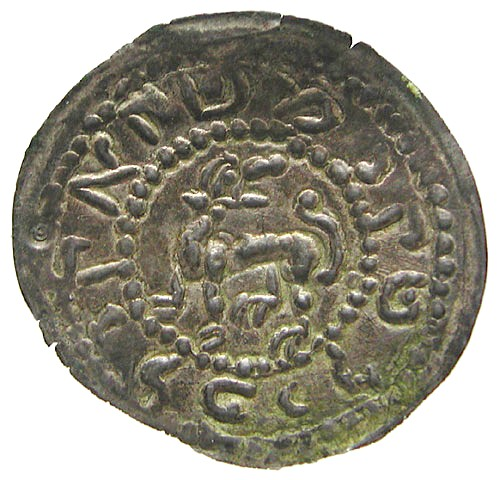
Brakteat Mieszka z napisem w jęz. polskim/knaan w piśmie hebrajskim: משקא קרל – Mieszko król

W październiku 1166 podczas wyprawy pruskiej zginął książę sandomierski Henryk, który przekazał w testamencie swoje dzierżawy najmłodszemu z braci, nie posiadającemu dotąd własnej dzielnicy Kazimierzowi Sprawiedliwemu. Bolesław Kędzierzawy, wbrew testamentowi, zachował jednak księstwo dla siebie, wychodząc z założenia, że Sandomierszczyzna została wydzielona z dzielnicy senioralnej. Decyzja ta wywołała niepokoje w kraju i bunt Kazimierza Sprawiedliwego, którego wsparli Mieszko III Stary, możni małopolscy, Jaksa z Miechowa i Świętosław, syn Piotra Włostowica, a także arcybiskup gnieźnieński
Jan i biskup krakowski Gedko. Buntownicy zwołali w lutym 1168 zjazd do Jędrzejowa, na którym wybrano Mieszka III nowym księciem zwierzchnim, zaś Sandomierskie ofiarowano Kazimierzowi. Do wojny ostatecznie nie doszło, gdyż Bolesław IV Kędzierzawy zgodził się z częścią postulatów buntowników, dzieląc dziedzictwo Henryka na trzy części: Wiślica dostała się Kazimierzowi, Sandomierz Bolesławowi, a trzecia – bliżej nieznana – Mieszkowi III.
W 1172 doszło do burzliwych wydarzeń na Śląsku. W wyniku buntu przeciw Bolesławowi Wysokiemu podniesionego przez jego brata Mieszka i syna Jarosława, książę wrocławski znalazł się na wygnaniu w Niemczech. W celu zapobieżenia cesarskiej interwencji, do Magdeburga wyruszył Mieszko III z sumą 8000 grzywien trybutu i z obietnicą przywrócenia Bolesława na tron. Tym razem warunki umowy zostały dopełnione. Bolesław odzyskał władzę we Wrocławiu, musiał jednak wyrazić zgodę na wydzielenie bratu i synowi własnych dzielnic.

## Książę senior
Gdy 5 stycznia 1173 umarł Bolesław Kędzierzawy, Mieszko został księciem seniorem. Władzę Mieszka III uznali wszyscy książęta w Polsce, a nowy princeps odtąd tytułował się księciem całej Polski (łac. dux totius Poloniae). Na monetach, licznie bitych w mennicy przez żydowskich mincerzy, był tytułowany królem (datowane są one przez historyków różnie, w przedziale lat 1173–1202). Jego polityka skupia się na utrzymaniu jak największej władzy w ręku księcia seniora i recentralizacji kraju. Zdaniem możnych zbyt rygorystycznie dbał o monopole monarsze. Centrum władzy Mieszka, mimo objęcia tronu krakowskiego, pozostało w Wielkopolsce, a Małopolską rządził przez namiestnika, którym został Henryk Kietlicz.
W polityce zewnętrznej odniósł kilka sukcesów dzięki małżeństwom swoich córek. Prowadzona na szeroką skalę polityka dynastyczna pozwoliła odnowić między innymi zwierzchność Polski nad Pomorzem Zachodnim.
Pełne egzekwowanie praw wynikających z regale książęcego doprowadziły do buntu małopolskich możnowładców, których poparli: biskup krakowski Gedko, Bolesław I Wysoki, Kazimierz II Sprawiedliwy, a także Odon – najstarszy syn Mieszka III. Przyczyną buntu syna Mieszka było faworyzowanie potomstwa z drugiego małżeństwa i próba wykierowania Odona na karierę duchowną.
Bunt zaskoczył Mieszka III. Jeszcze w Wielkanoc 1177 nic nie zapowiadało kryzysu, a na zorganizowany przez princepsa wiec możnych i książąt do Gniezna stawiły się tłumy. Małopolska poddała się władzy rokoszan prawie bez oporu, gdyż na ich stronę przeszedł najważniejszy człowiek Mieszka III, jego namiestnik, Henryk Kietlicz. Jednocześnie z małopolskimi działaniami Kazimierza do akcji wkroczyli: na Śląsku Bolesław Wysoki, a w Wielkopolsce Odon. Doszło do znacznych komplikacji, gdyż na Śląsku przeciwko księciu wrocławskiemu wystąpił Mieszko Plątonogi i Jarosław Opolski, doprowadzając do ponownego usunięcia go z dzielnicy. Spowodowało to utratę szansy Bolesława na uzyskanie senioratu i udanie się do Krakowa z prośbą o pomoc do Kazimierza II. Także walki w Wielkopolsce przeciągnęły się zapewne do 1179, kiedy, nie widząc możliwości kontynuowania oporu, Mieszko III wycofał się do swojego sprzymierzeńca i imiennika z Raciborza. Wkrótce potem, wobec przewagi militarnej rebeliantów, Mieszko Plątonogi odstąpił od Mieszka Starego, zadowalając się wydzielonymi z Małopolski kasztelaniami oświęcimską i bytomską wraz z Siewierzem.

### Emigracja i powrót do kraju
Zmuszony do emigracji politycznej, po 1179 udał się przez Czechy (gdzie pomocy odmówił mu zięć Sobiesław II), Niemcy (tam Mieszko liczył na cesarza Fryderyka Barbarossę, któremu bezskutecznie ofiarował za przywrócenie tronu 10 tysięcy grzywien). Wsparcie uzyskał dopiero na Pomorzu Zachodnim u zięcia Bogusława. Z Pomorza Mieszko nawiązał kontakty ze zwolennikami skupionymi wokół arcybiskupa gnieźnieńskiego Zdzisława i w 1181 udało mu się dzięki ich pomocy opanować wschodnią Wielkopolskę z Gnieznem i Kaliszem, należącymi dotąd do dzielnicy senioralnej. W tym czasie Mieszkowi udało się również odzyskać zachodnią część Wielkopolski. Pozostawił syna Odona w południowej części dzielnicy nad Obrą. W 1182 doszło do formalnego pojednania ojca z synem. W trakcie tych wydarzeń, z nieznanych powodów Kazimierz II zachował całkowitą bierność, niejako przyzwalając Mieszkowi na odzyskanie Wielkopolski.

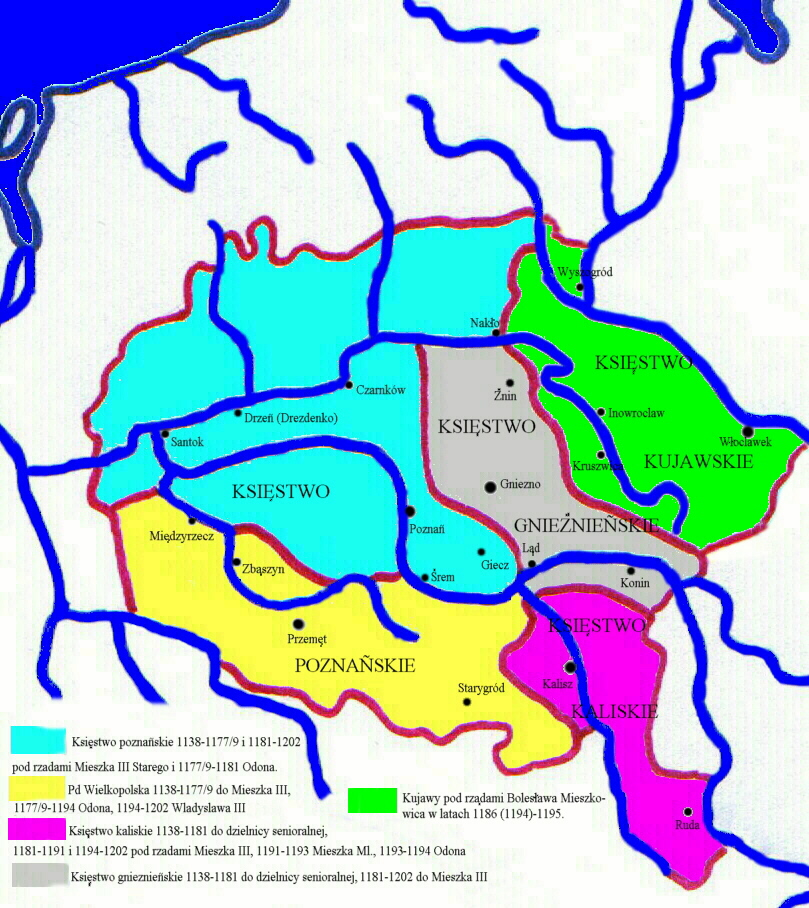
Wielkopolska za czasów Mieszka Starego (Uwaga! Przynależność księstw do poszczególnych Piastowiczów, ich granice oraz datacja są dyskusyjne)

#### Próba odzyskania władzy
W 1184 Mieszko starał się zainteresować swoim losem króla niemieckiego Henryka VI, oferując mu znaczną sumę pieniędzy. Zamierzenia te sparaliżował Kazimierz, płacąc Henrykowi większą sumę.
Niepowodzenia w Małopolsce Mieszko III próbował powetować na Mazowszu i Kujawach, rządzonych przez chorowitego syna Bolesława Kędzierzawego, Leszka. Udało mu się przekonać księcia mazowieckiego by w testamencie wskazał na następcę jego syna, Mieszka Młodszego. Nieumiejętnym rządom namiestniczym Mieszka Młodszego i zbyt autoratywnemu postępowaniu można przypisać fakt, że w 1185, na rok przed śmiercią, Leszek zmienił testament i wyznaczył swoim następcą Kazimierza Sprawiedliwego. Mieszko Stary, nie chcąc się z tym pogodzić, po śmierci Leszka w 1186 zajął część jego dzielnicy z Kujawami, wyznaczając je jako uposażenia dla syna Bolesława.
W 1191 polityka zagraniczna Kazimierza Sprawiedliwego wywołała niezadowolenie małopolskiego możnowładztwa, któremu przewodził Henryk Kietlicz.
Z pomocą małopolskiej opozycji Mieszko opanował Kraków i powierzył w nim władzę jednemu ze swoich synów – Mieszkowi Młodszemu lub Bolesławowi Mieszkowicowi. Jednak Kazimierz szybko odzyskał dzielnicę, a pojmanego syna odesłał ojcu. Zapewne po wyprawie krakowskiej Mieszko III wydzielił synowi Mieszkowi dzielnicę kaliską.
2 sierpnia 1193 umarł Mieszko Młodszy, a jego dzielnicę książę wielkopolski przekazał najstarszemu synowi Odonowi, który jednak umarł 20 kwietnia 1194. Mieszko dokonał wówczas nowego podziału Wielkopolski: Kalisz zachował dla siebie, a południową Wielkopolskę przekazał najmłodszemu synowi Władysławowi Laskonogiemu, który przejął opiekę nad małoletnim synem Odona Władysławem.

#### Pretensje do Krakowa
Po śmierci 5 maja 1194 Kazimierza Sprawiedliwego odżyły nadzieje Mieszka na odzyskanie Małopolski. Panowie małopolscy skupieni wokół księżnej wdowy Heleny znojemskiej, wojewody krakowskiego Mikołaja Gryfity i biskupa Pełki woleli jednak widzieć na tronie małoletnich synów Kazimierza – Leszka i Konrada, niż znanego z autorytarnych zapędów Mieszka.
Próby zbrojnego rozstrzygnięcia sporu zakończyły się krwawą bitwą nad Mozgawą 13 września 1195, w której zginął Bolesław a Mieszko został ranny: „Woj jakiś prosty rani Mieszka, a gdy chce go dobić, ten zdejmuje szyszak i woła, że jest księciem! Ów rozpoznawszy go o pobłażanie dla (swojej) nierozwagi prosi i broniąc przeciw natarciu innych wyprowadza z pola walki”.
Po bitwie Mieszko wycofał się do Kalisza, nie czekając na zmierzające posiłki ze Śląska pod wodzą Mieszka Plątonogiego i Jarosława Opolskiego mogące rozstrzygnąć jeszcze konflikt na jego stronę. Na pobojowisku doszło jeszcze do starcia oddziałów śląskich ze spóźnionymi także wojskami wojewody sandomierskiego Goworka.

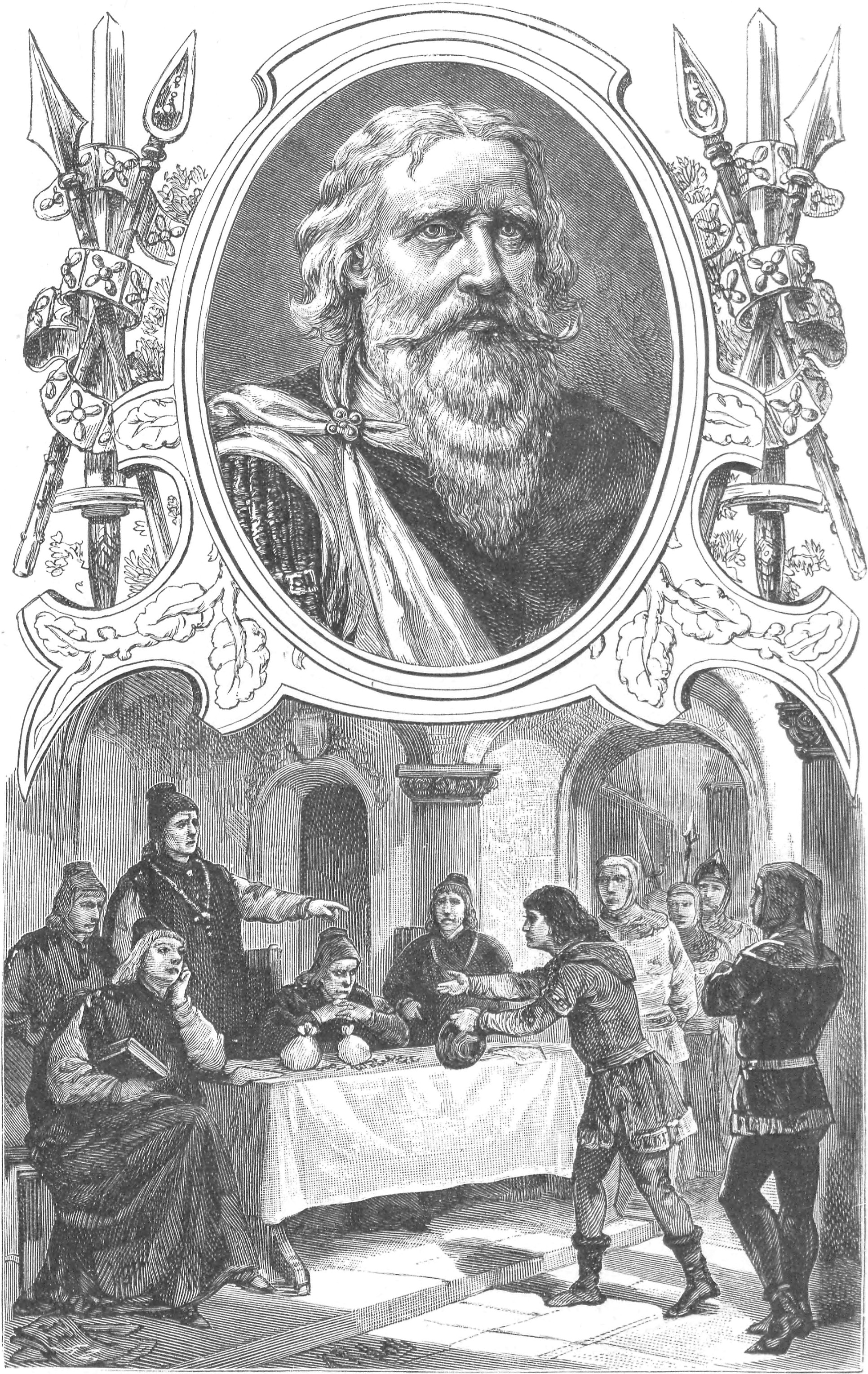
Mieczysław Stary w cyklu „Wizerunki książąt i królów polskich”, Ksawery Pillati (1888)

Bitwa Mozgawska przekonała Mieszka Starego, że drogą zbrojną zdobyć tron będzie zbyt trudno. Rozpoczął pertraktacje z wdową po Kazimierzu Heleną. W 1198 jej trudna sytuacja (w związku z coraz większą presją możnych) pozwoliła mu na odzyskanie Małopolski w zamian za zwrot Kujaw. W 1199 wojewoda krakowski Mikołaj wraz z biskupem Pełką przejściowo usunęli Mieszka z tronu krakowskiego, lecz jeszcze w tym samym roku doszło między nimi do ugody. Mieszko zachował tytuł księcia, lecz musiał zrezygnować z części uprawnień.

## Współpraca z Kościołem
Mieszko dbał o dobre stosunki z Kościołem. Ufundował (prawdopodobnie około 1150 roku) w Kaliszu kolegiatę pod wezwaniem św. Pawła, szpital w Poznaniu (ok. 1170, był to najstarszy szpital na ziemiach polskich) oraz opactwo cystersów w Lądzie (1175). Z pierwotnego wyposażenia tego klasztoru pochodzi romańska patena, również fundacji Mieszka, nazywana od miejsca aktualnego przechowywania, pateną kaliską. Pod jego szczególną opieką znalazł się również klasztor benedyktynów w Lubiążu. Być może również on ufundował Drzwi Gnieźnieńskie ze scenami z żywota św. Wojciecha. Był ostatnim księciem dzielnicowym w Polsce, którego władza nad całością kraju nie podlegała dyskusji.

## Śmierć
Mieszko III Stary zmarł 13 lub 14 marca 1202 w Kaliszu i został pochowany w kolegiacie św. Pawła Apostoła w Kaliszu, w której wcześniej pochowano Mieszka Młodszego. Płyta nagrobna z grobowca Mieszka III Starego została odnaleziona w 1959; znajduje się w zbiorach Muzeum Okręgowego Ziemi Kaliskiej w Kaliszu.
Rządy nad jego dzielnicą przejął Władysław Laskonogi, jedyny pozostały przy życiu syn.
25 stycznia 2007 w miejscu krypty grobowej księcia w dawnej kolegiacie św. Pawła Apostoła zebrano ziemię, złożoną następnie w dwóch urnach: w kościele św. Wojciecha w Kaliszu i opactwie cystersów w Lądzie.

## Rodzina
Mieszko III był dwukrotnie żonaty.

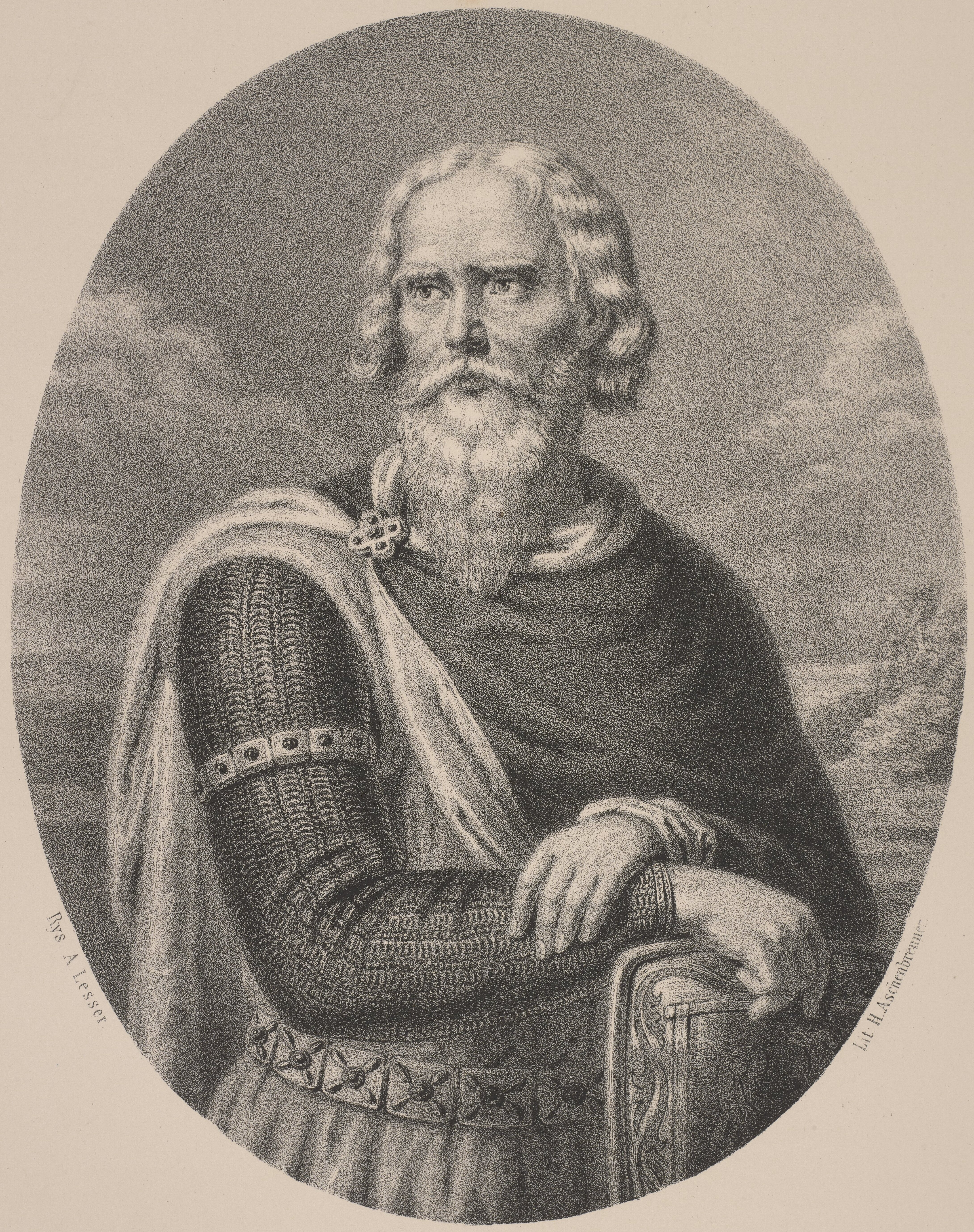
Aleksander Lesser, Mieszko Stary, Wizerunki królów polskich (1860)

Z pierwszej małżonki, Elżbiety węgierskiej (ur. ?, zm. 21 VII 1150 – 1154), doczekał się dwóch synów:
- Odona (ur. w okr. 1141–1149, zm. 20 kwietnia 1194),
- Stefana (ur. ok. 1150, zm. w okr. 1168–1177),

oraz trzech córek:
- Wierzchosławy Ludmiły (ur. przed 1152, zm. 1223) – żonę Fryderyka I, hrabiego Bitsch i księcia Lotaryngii,
- Judyty (ur. przed 1154, zm. 12 grudnia 1201) – żonę Bernarda III, hrabiego Anhaltu, księcia Saksonii,
- Elżbiety (ur. przed 1154, zm. 2 kwietnia 1209) – żonę Sobiesława II, księcia ołomunieckiego i czeskiego; a po jego śmierci żonę Konrada II, margrabiego dolnołużyckiego.

Z drugiego małżeństwa z Eudoksją (ur. ?, zm. po 1187) z Rurykowiczów doczekał się trzech synów:
- Bolesława Mieszkowica (ur. 1159, zm. 13 września 1195),
- Mieszka Młodszego (ur. w okr. 1160–1165, zm. 2 sierpnia 1193),
- Władysława III Laskonogiego (ur. w okr. 1161–1166, zm. 3 listopada 1231),

oraz trzech córek:
- Salomei (ur. w okr. 1162–1164, zm. 11 maja po 1183) – żonę Racibora, syna księcia zachodniopomorskiego Bogusława I,
- Anastazji (ur. przed 1170, zm. po 31 maja 1240) – żonę Bogusława I, księcia zachodniopomorskiego.
- Zwinisława (przed 1168 – 4 września 1240) – żonę Mściwoja I, księcia pomorskiego[5].

### Genealogia
| Władysław I Herman ur. ok. 1043 zm. 4 VI 1102 | Władysław I Herman ur. ok. 1043 zm. 4 VI 1102 |                                                        |                                                        | Judyta czeska ur. w okr. 1056–1058 zm. 25 XII 1086 | Judyta czeska ur. w okr. 1056–1058 zm. 25 XII 1086 |  |  | Henryk z Bergu ur. ? zm. 24 IX 1116 | Henryk z Bergu ur. ? zm. 24 IX 1116 |                                               |                                               | Adelajda z Mochental ur. ? zm. 1 XII 1125 | Adelajda z Mochental ur. ? zm. 1 XII 1125 |
|                                               |                                               |                                                        |                                                        |                                                    |                                                    |  |  |                                     |                                     |                                               |                                               |                                           |                                           |
|                                               |                                               |                                                        |                                                        |                                                    |                                                    |  |  |                                     |                                     |                                               |                                               |                                           |                                           |
|                                               |                                               | Bolesław III Krzywousty ur. 20 VIII 1086 zm. 28 X 1138 | Bolesław III Krzywousty ur. 20 VIII 1086 zm. 28 X 1138 |                                                    |                                                    |  |  |                                     |                                     | Salomea z Bergu ur. zap. 1099 zm. 27 VII 1144 | Salomea z Bergu ur. zap. 1099 zm. 27 VII 1144 |                                           |                                           |
|                                               |                                               |                                                        |                                                        |                                                    |                                                    |  |  |                                     |                                     |                                               |                                               |                                           |                                           |
|                                               |                                               |                                                        |                                                        |                                                    |                                                    |  |  |                                     |                                     |                                               |                                               |                                           |                                           |
|                                               |                                               |                                                        |                                                        |                                                    |                                                    |  |  |                                     |                                     |                                               |                                               |                                           |                                           |

|                                          |                                          | 1 Elżbieta węgierska ur. ok. 1128 zm. 21 VII w okr. 1150–1154 OO w okr. 1136–1138 | 1 Elżbieta węgierska ur. ok. 1128 zm. 21 VII w okr. 1150–1154 OO w okr. 1136–1138 | Mieszko III Stary (ur. w okr. 1122–1125 zm. 13 lub 14 III 1202) | Mieszko III Stary (ur. w okr. 1122–1125 zm. 13 lub 14 III 1202) | 2 Eudoksja ur. ok. 1140 zm. po 1181 OO w okr. 1151–1154 | 2 Eudoksja ur. ok. 1140 zm. po 1181 OO w okr. 1151–1154 |                                           |                                           |
|                                          |                                          |                                                                                   |                                                                                   |                                                                 |                                                                 |                                                         |                                                         |                                           |                                           |
|                                          |                                          |                                                                                   |                                                                                   |                                                                 |                                                                 |                                                         |                                                         |                                           |                                           |
|                                          | 1                                        |                                                                                   | 1                                                                                 |                                                                 | 1                                                               |                                                         | 1                                                       |                                           | 1                                         |
| Odon ur. w okr. 1141–1149 zm. 20 IV 1194 | Odon ur. w okr. 1141–1149 zm. 20 IV 1194 | Stefan ur. ok. 1150 zm. w okr. 18 X 1166 – 1177                                   | Stefan ur. ok. 1150 zm. w okr. 18 X 1166 – 1177                                   | Wierzchosława Ludmiła ur. przed 1152 zm. 1223                   | Wierzchosława Ludmiła ur. przed 1152 zm. 1223                   | Judyta ur. przed 1154 zm. 12 XII 1201                   | Judyta ur. przed 1154 zm. 12 XII 1201                   | Elżbieta ur. przed 1154 zm. 2 IV 1209     | Elżbieta ur. przed 1154 zm. 2 IV 1209     |
|                                          | 2                                        |                                                                                   | 2                                                                                 |                                                                 | 2                                                               |                                                         | 2                                                       |                                           | 2                                         |
| Bolesław ur. 1159 zm. 13 IX 1195         | Bolesław ur. 1159 zm. 13 IX 1195         | Mieszko Młodszy ur. w okr. 1160–1165 zm. 2 VIII 1193                              | Mieszko Młodszy ur. w okr. 1160–1165 zm. 2 VIII 1193                              | Władysław III Laskonogi ur w okr. 1161–1166 zm. 3 XI 1231       | Władysław III Laskonogi ur w okr. 1161–1166 zm. 3 XI 1231       | Salomea ur. w okr. 1162–1164 zm. 11 V po 1183           | Salomea ur. w okr. 1162–1164 zm. 11 V po 1183           | Anastazja ur. przed 1170 zm. po 31 V 1240 | Anastazja ur. przed 1170 zm. po 31 V 1240 |

## Fundacje
- Kolegiata św. Pawła Apostoła w Kaliszu
- Opactwo Cystersów w Lądzie